# Hans Schubert (Archivar)
Hans Rudolf Theodor Schubert (* 22. August 1884 in Militsch, Niederschlesien; † 9. Juli 1961 in Eastbourne, England) war ein preußischer Staatsarchivar und Historiker.

## Leben
Hans Schubert wurde als erstes Kind des aus Brieg stammenden evangelisch-lutherischen Pastors Berthold Schubert (1852–1932) und dessen Ehefrau Marie geb. Rocholl im niederschlesischen Militsch geboren, wo sein Vater ordiniert war. Sein Großvater mütterlicherseits war der lutherische Theologe und Geschichtsphilosoph Rudolf Rocholl, sein Onkel der Schlachtenmaler Theodor Rocholl.
Hans Schubert wuchs ab 1888 in Hannover und ab 1891 in Düsseldorf auf, wo sein Vater jeweils als Pastor diente. Von 1894 bis 1903 besuchte er das Städtische Gymnasium Düsseldorf. Er studierte  Geschichte und deutsche Philologie von 1903 bis 1907 in Heidelberg, Berlin, Erlangen und Marburg. 1907 arbeitete er für die „Kommission zur Herausgabe der älteren Papsturkunden“ in Marburg, München und Wien und promovierte am 20. Februar 1908 an der Universität Marburg mit der Arbeit „Eine Lütticher Schriftprovinz nachgewiesen an Urkunden des elften und zwölften Jahrhunderts“ über ein paläographisches Spezialgebiet der Diplomatik zum Dr. phil.
Seine Archivarslaufbahn begann Hans Schubert von 1908 bis 1914 am Staatsarchiv Düsseldorf. Er legte 1911 auf Anregung des seinerzeitigen Schlossbesitzers Hermann von Krüger die erste wissenschaftliche Arbeit über die Geschichte des neu zu Düsseldorf eingemeindeten Schlosses Eller vor. Danach war er Staatsarchivrat in Koblenz und anschließend in Berlin. In dieser Zeit veröffentlichte er Arbeiten über die Geschichte des preußischen Regierungsbezirks Koblenz und der mittelalterlichen Stadtgeschichte von Mülheim an der Ruhr. Von 1932 bis 1933 wirkte er als Staatsarchivdirektor in Wiesbaden und von 1933 bis 1936 am Staatsarchiv Osnabrück. Seit dieser Zeit widmete Schubert sich in seinen Publikationen vor allem der Geschichte der Eisenindustrie. Auf Grund des Gesetzes zur Wiederherstellung des Berufsbeamtentums wurde er vom Staatsarchivdirektor zum Archivrat degradiert und 1936 erst 52-jährig in den Ruhestand versetzt. Der Grund dafür ist bislang nicht bekannt, in der Regel wurde dieses Gesetz von den Nationalsozialisten bei politisch missliebigen Beamten oder solchen mit jüdischen Vorfahren oder Ehefrauen angewandt.
Hans Schubert emigrierte nach Großbritannien, er trat dort als H. R. Schubert oder auch anglisiert als John Rudolph Theodore Schubert auf. Von 1940 bis 1947 war er Dozent an der Universität Reading. Seine letzten Lebensjahre verbrachte er in Epsom Downs bei Epsom südwestlich von London. Er war verheiratet mit Lotty Violet Schubert (* 1900; † 2000 in Gravesend).

## Werke
- Eine Lütticher Schriftprovinz nachgewiesen an Urkunden des elften und zwölften Jahrhunderts. Inaugural-Dissertation. Marburg 1908.
- Haus Eller bei Düsseldorf. Geschichte eines niederrheinischen Edelsitzes. Düsseldorf 1911.
- Die preußische Regierung in Koblenz. Ihre Entwicklung und ihr Wirken 1816–1918. Bonn 1925.
- Urkunden und Erläuterungen zur Geschichte der Stadt Mülheim an der Ruhr (796–1508). Hrsg. von Hans Schubert im Auftrage des Mülheimer Geschichtsvereins. Schroeder, Bonn 1926, DNB 362549834.
- Geschichte der Nassauischen Eisenindustrie von den Anfängen bis zur Zeit des Dreissigjährigen Krieges. Unter Benutzung von Vorarbeiten des †Professors Dr. phil. Dr. Ing. Ludwig Beck. Marburg 1937.
- Das Eisenhüttenwesen im Gebiete der mittleren Lahn und des Vogelsberges bis zu Beginn des 19. Jahrhunderts mit besonderer Berücksichtigung der durch die Familie Buderus betriebenen Eisenwerke. In: Vom Ursprung und Werden der Buderus’schen Eisenwerke Wetzlar. I. Band. München 1938.
- History of the British Iron and Steel Industry from c. 450 B.C. to A.D. 1775. London 1957.